# Хотел Гранд (ТВ серија из 2011)
Хотел Гранд (шп. Gran Hotel) шпанска је телевизијска серија, снимана од 2011. до 2013.
У Србији је премијерно приказивана током 2015. на другом програму Радио-телевизије Србије, а потом и на првом 2016. године.

## Синопсис
Године 1905. Хулио Олмедо, млади скромни човек долази у идилични хотел Гранд, у близини града Канталоа, да посети сестру Кристину, која је ту запослена као служавка. Хулио сазнаје да већ више од месец дана нико не зна ништа о његовој сестри, од када је отпуштена после наводне крађе која се десила у хотелском комплексу.
Хулио одлучује да остане и истражи случај нестанка. Упознаје се са особљем хотела и заљубљује се у Алисију, ћерку госпође Терезе, власнице хотела. Алисија, као и Андрес, син шефице особља, помажу му да открије шта се десило са његовом сестром. Хулио и Алисија су веома заљубљени једно у друго, али је њихова љубав немогућа због класних разлика. Заједно откривају строго чуване тајне унутар хотела Гранд, у којем ништа није онако како на први поглед изгледа и где нико није поштеђен опасности и сумње...

## Сезоне
| Сезона | Сезона | Број епизода | Приказивање у Шпанији                   | Приказивање у Србији                                                         |
| ------ | ------ | ------------ | --------------------------------------- | ---------------------------------------------------------------------------- |
|        | 1      | 9 (1 – 9)    | 4. октобар 2011 — 6. децембар 2011. ()  | 10. март 2015 — 27. март 2015. (РТС 2) 13. јун 2016 — 24. јун 2016. (РТС 1)  |
|        | 2      | 8 (10 – 17)  | 3. октобар 2012 — 21. новембар 2012. () | 31. март 2015 — 17. април 2015. (РТС 2) 27. јун 2016 — 6. јул 2016. (РТС 1)  |
|        | 3      | 22 (18 – 39) | 22. јануар 2013 — 25. јун 2013. ()      | 21. април 2015 — 28. мај 2015. (РТС 2) 7. јул 2016 — 5. август 2016. (РТС 1) |

## Глумачка постава

### Главне улоге
| Глумац:         | Улога:                  |
| --------------- | ----------------------- |
| Амаја Саламанка | Алисија Аларкон Алдекоа |
| Јон Гонзалес    | Хулио Олмедо            |

### Споредне улоге
| Глумац:           | Улога:                                   |
| ----------------- | ---------------------------------------- |
| Адријана Озорес   | Тереса Алдекоа                           |
| Конча Веласко     | Анхела Салинас                           |
| Елој Азорин       | Хавијер Аларкон Алдекоа                  |
| Луз Валденебро    | Софија Аларкон Алдекоа                   |
| Педро Алонсо      | Адријан Вера Селанде / Дијего Муркија    |
| Пеп Антон Муњоз   | Орасио Ајала                             |
| Лоренс Гонзалес   | Андрес Аларкон Салинас                   |
| Феле Мартинез     | Алфредо Вергара                          |
| Марта Ларалде     | Белен Мартин                             |
| Антонио Рејес     | Ернандо                                  |
| Мануел де Блас    | Бенхамин Нијето                          |
| Асунсион Балагуер | Леди Лудевина                            |
| Меган Монтанер    | Маите Рибељес                            |
| Луис Хомар        | Самуел Аријага / Хесус Манзанос Сиснерос |
| Марта Хазас       | Лаура Елвира Монтенегро Ровинија         |
| Ђон Кордоба       | Матео                                    |
| Кити Манвер       | Елиса де Вергара                         |
| Иван Моралес      | Себастијан                               |
| Паула Прендес     | Кристина Олмедо                          |
| Ђорди Бос         | Карлос Аларкон                           |
| Виктор Клавихо    | Фернандо Љанес                           |
| Кристина Брондо   | Доња Беатриз                             |
| Алфонсо Басаве    | Гонсало Аларкон                          |
| Хуан Луис Гаљардо | Ернесто                                  |
| Андреа Трепат     | Камила                                   |
| Маријан Арахуетес | Исабел                                   |
| Рогер Кома        | свештеник Грау                           |
| Марта Калво       | Мерседес Ровинија                        |
| Лидија Бос        | Виолета Салинас                          |
| Силвија Марсо     | Адријана                                 |
| Олга Аламан       | Марта Сантос                             |